# Crest
Crest — торговая марка зубной пасты и других средств по уходу за полостью рта, принадлежащая компании Procter & Gamble.
В течение трёх десятилетий паста Crest была самой продаваемой пастой в США. В 2000 году общие продажи пасты составили 463,7 млн долларов, а продажи всех продуктов Crest (включая отбеливающие полоски и электрические зубные щётки) превысили один млрд долларов.

## Название
Под торговой маркой Crest компания Procter & Gamble продаёт зубную пасту почти по всему миру. В России, Германии, Сербии, Болгарии, Белоруссии, Украине, Польше, Венгрии, Румынии, Латвии паста реализуется под наименованием Blend-a-Med. Под этим названием зубная паста производилась в Германии компанией Blendax GmbH (в 1987 году приобретена Procter & Gamble). Во Франции, Швеции, Финляндии, Бельгии, Нидерландах, Великобритании, Ирландии, Бразилии, Колумбии и Нигерии зубная паста выпускается под брендом Oral-B.

## История

### Предыстория
В первой половине XX века большинство американцев страдали тем или иным заболеванием зубов, а чистка зубов была и вовсе редким явлением. Так исследования Procter & Gamble показали, что в 1939 году зубы чистили в среднем реже одного раза в неделю, а в 1959 году — реже четырёх раз в неделю. Поэтому производители бытовой химии начали выбирать разработку профилактических средств по уходу за полостью рта как одно из направлений развития своей компании. Исследованиями зубных паст занимались Procter & Gamble, Colgate, Unilever, Bristol-Myers, Block Drug, Warner-Lambert и др.
В начале 1930-х годов стоматологом Фредериком С. Маккеем было установлено, что избыток фторидов может приводить к флюорозу, но в меньших количествах фториды, наоборот, предотвращают кариес. В 1931 году при Национальном институте здоровья была создана группа гигиены полости рта. Эта группа активно продвигала идею централизованного фторирования воды для снижения заболеваемости кариесом. Программа была поддержана стоматологами и правительством и была впоследствии реализована.

### Исследования фторида натрия
В 1936 году Procter & Gamble в сотрудничестве с Университетом Тафтса в Бостоне начала исследовательскую программу по изучению свойств фторида натрия. Ранее проведённые исследования показали, что у жителей ряда округов Техаса низкий процент заболеваемости кариесом. Исследователи решили, что это связано с присутствием фторида натрия в естественном состоянии в местной воде. В 1938 году P&G выпустила жидкое средство по уходу за полостью рта Teel. Впоследствии в него был добавлен фторид натрия, и в 1942 году учёные начали испытания новой рецептуры. Результаты испытаний оказались неопределенными, и вопрос об эффективности фторида натрия остался открытым.
К концу 1940-х годов Teel был раскритикован как потребителями, так и государственными и профессиональными организациями. Со стороны потребителей начали поступать жалобы о появлении тёмных пятен на зубах после использования Teel. Данная проблема была связана с тем, что тонкая прозрачная плёнка на зубах подвержена воздействию веществ, содержащихся в пище, напитках и табачных изделиях. Проблема решалась легко: достаточно было добавить абразивные вещества в Teel. Но рекламная кампания, проводившаяся P&G достаточно давно, расхваливала средство как не содержащее абразивов. Помимо этого, в 1943 году Федеральная торговая комиссия при поддержке Американской стоматологической ассоциации подала иск против Procter & Gamble, обвинив компанию в использовании рекламы, вводящей потребителей в заблуждение. В рекламе утверждалось, что конкурирующие зубные пасты содержат жёсткие абразивы, которые портят зубы, а преимущества Teel назывались «революционными». Тяжба длилась почти десять лет. К середине 1950-х годов продажи Teel упали, и в 1955 году средство было снято с производства.

### Исследования фторида олова
В 1949 году Procter & Gamble выделила грант в размере 7000 долларов Индианскому университету на изучение фторида олова. Клиническими исследованиями занимался молодой специалист Джозеф Мюлер (Joseph Muhler). Основная проблема, которую решал Мюлер, — инертность фторидов, они не должны были вступать во взаимодействие с абразивными веществами. Проблема была решена химиком Индианского университета Уильямом Небергаллом (William Nebergall), изучавшим в 1951 году по заданию P&G свойства абразивных веществ. Один из его аспирантов нагревал образец зубной пасты в лабораторной печи. Эта процедура превратила абразив в пирофосфат кальция, гораздо менее растворимый и потому не склонный к взаимодействию с фторидом. Фонд Индианского университета запатентовал рецептуру в США и шестнадцати других странах. По патенту Procter & Gamble получала лицензию на использование рецептуры в обмен на уплату роялти. P&G запатентовала новую рецептуру под торговой маркой Fluoristan.

### Клинические испытания и выход на рынок
Первые клинические испытания флуористана были проведены учёными Индианского университета в июле 1952 года в Блумингтоне. В 1954 году было проведено три клинических испытания Crest с флуористаном. В исследованиях приняли участие примерно 3600 детей из Блумингтона и студентов Индианского университета. Результаты выявили 35-процентное сокращение образования новых кариозных полостей в зубах. Поскольку P&G планировала продавать зубную пасту Crest как лечебную, то направила заявку на новое лекарственное средство в Food and Drug Administration. Паста получила одобрение, и после этого, в феврале 1955 года, её выпустили на пробный рынок. Продажи Crest начались в декабре 1955 года, в продажу паста поступила в январе следующего года. Паста рекламировалась под слоганом «Победа над кариесом». Американская стоматологическая ассоциация была недовольна данной рекламой, считая, что результаты клинических исследований не дают оснований заявлять о полной победе над кариесом. P&G провела ещё два испытания: одно в Военной академии города Хоуи, штат Индиана, другое — в Блумингтоне. Результаты, полученные в Хоуи, были положительные: согласно данным, у испытуемых, чистивших зубы пастой Crest, заболеваемость кариесом снизилась на 57 % по сравнению с контрольной группой.

### Одобрение пасты Американской стоматологической ассоциацией
Американская стоматологическая ассоциация скептически относилась ко всем фторсодержащим зубным пастам, продававшимся в США. В 1955 году ассоциация сообщила об отсутствии у неё доказательств того, что какие-либо средства по уходу за полостью рта из имеющихся в продаже могут в значительной степени предотвращать кариес. Помимо этого Совет по одонтоятрии при ассоциации считал фторирование водопроводной воды наиболее эффективным способом борьбы с кариесом. В 1956 году ассоциация выступила с публичным заявлением о том, что «ей не известны какие-либо неопровержимые свидетельства в пользу заявленных свойств пасты Crest в отношении профилактики кариеса». Также Американская стоматологическая ассоциация была обеспокоена тем, что реклама фторсодержащих средств по уходу за полостью рта могла вызвать у потребителей ложное чувство безопасности. По мнению ассоциации, дети могли многократно заглатывать зубную пасту, что в больших количествах могло привести к образованию пятен на зубной эмали, особенно в тех местностях, где питьевая вода уже содержит большое количество фторидов. Впоследствии на тюбики с зубной пастой начали наносить предупреждение: «Не заглатывать. Для детей в возрасте до 6 лет наносить пасту на зубную щётку размером с горошину. Во избежание заглатывания зубной пасты детьми в возрасте до 6 лет необходим контроль за чисткой зубов.»
В 1959 году Американская стоматологическая ассоциация согласилась на то, чтобы Совет по одонтоятрии провёл экспертизу результатов исследований по пасте Crest. В августе 1960 года ассоциация присвоила зубной пасте Crest временное одобрение класса B, первое официальное одобрение, данное средству по уходу за полостью рта. По официальной характеристике ассоциации, паста Crest являлась «эффективным средством по предупреждению кариеса». В пресс-релизе Американской стоматологической ассоциации пояснялось, что класс В присваивается продуктам, имеющим «явное подтверждение их полезных свойств и безопасности. Такие продукты подлежат дальнейшим клиническим испытаниям на предмет определения их окончательного статуса». В 1964 году ассоциация подняла рейтинг Crest до класса А, и включила в список одобренных средств по уходу за полостью рта.

### Изменение состава
В 1981 году Procter & Gamble изменила состав пасты Crest, начав использовать в ней фторид натрия вместо фторида олова. Паста с изменённой рецептурой продаётся в США, а в других странах для производства зубной пасты используют фторид олова.

## Логотип
Оригинальный логотип Crest был разработан Дональдом Диски.